# Monica Mutsvangwa
Monica Mutsvangwa, née Parirenyatwa en 1961 à Zimunya (en) (Rhodésie du Sud), est une cheffe d'entreprise et femme politique zimbabwéenne, membre du parti Union nationale africaine du Zimbabwe – Front patriotique (ZANU-PF). Membre du Sénat depuis 2008, elle est également ministre de l'Information de 2018 à 2023 ainsi que ministre des Affaires des femmes, des Communautés et du Développement des petites et moyennes entreprises depuis septembre 2023, sous la présidence d'Emmerson Mnangagwa.

## Biographie

### Jeunesse et carrière professionnelle
Monica Parirenyatwa naît en 1961 dans le village de Gombakomba de la chefferie traditionnelle de Zimunya (en), dans l'actuelle province du Manicaland, à l'époque de la colonie de Rhodésie du Sud. Son père est officier de police. Après avoir fréquenté l'école primaire de son village natal, elle effectue ses études secondaires au lycée de Mutambara (en) et à l'école St Albert's de Mount Darwin (en). À l'âge de 15 ans, elle rejoint le Union nationale africaine du Zimbabwe et prend part à la guerre de Libération du Zimbabwe de 1976 à 1979 depuis le Mozambique, grâce à l'aide des soldats du FRELIMO,. Elle rencontre son futur époux Christopher Mutsvangwa (en) lors du conflit, après avoir échappé à l'attaque du camp de Nyadzonya (en) par des soldats rhodésiens en août 1976.
Mutsvangwa étudie d'abord au Baruch College de l'université de la ville de New York, où elle obtient un bachelor en marketing en 1989, avant de décrocher un MBA à l'université d'État du New Jersey en 2005. Elle détient en outre un certificat professionnel de l'Association du transport aérien international. Elle occupe d'abord la fonction de directrice de marketing international pour l'Autorité zimbabwéenne du Tourisme (en) à New York de 1990 à 1992, avant d'être chargée de promotion du tourisme au Zimbabwe dans la même ville de 1985 à 1990. Elle est ensuite chargée de commerce pour le compte de la Mission française du commerce à Harare de 1992 à 1996. En 1991, elle devient directrice générale de la société Moncris Pvt Ltd., active dans le domaine du numérique au Zimbabwe. À ce titre, elle collabore avec plusieurs multinationales des télécommunications, dont les groupes Nokia et Huawei. Elle est de surcroît marraine de l'Association des professionnels du marketing du Zimbabwe.

### Carrière politique
En 2008, Mutsvangwa est élue sénatrice dans la circonscription de Mutare-Chimanimani ; elle est réélue plusieurs fois à cette fonction. Le 26 septembre 2013, elle est élue présidente du Comité parlementaire des femmes à 46 voix contre 23 face à Constance Tsomondo-Shamu, succédant ainsi à la sénatrice Beata Nyamupinga. Le 16 mars 2012, Mutsvangwa est investie comme vice-Ministre du Travail et des Prestations sociales, en remplacement de Tracy Mutinhiri (en), accusée de trahison envers le parti au pouvoir. Elle est ministre de l'Information au sein du deuxième gouvernement Mnangagwa (en).
À la suite des élections parlementaires de 2023, Mutsvanga est nommée Ministre des femmes, des Communautés et du Développement des petites et moyennes entreprises au sein du troisième gouvernement d'Emmerson Mnangagwa (en) créé le 11 septembre suivant. Elle est assistée à ce titre par la vice-ministre Jennifer Mhlanga (en). À, elle participe au 8e Forum mondial de l'investissement (en) qui se tient à Abou Dhabi. En février 2024, elle inaugure la première édition du « Mois des femmes », qui s'est déroulée du 1er au 31 mars dans le pays, en même temps que le Mois de l'histoire des femmes célébré à l'international. Dans plusieurs discours, Mutsvangwa a souligné l'action du gouvernement en faveur des droits des femmes et de l'insertion de ces dernières dans la vie économique du pays,,,,. Elle incite les responsables de l'Union africaine à en faire de même dans un discours de décembre 2023. Dans un discours prononcé en novembre 2023, elle affirme regretter le retrait croissant des femmes de la vie politique du pays. En mai 2024, elle met en garde les familles zimbabwéennes contre les mariages forcés, notamment dans le milieu agricole.
Selon le site News of the South, Mutsvangwa est partisane du nationalisme zimbabwéen par-delà les clivages ethniques.

### Vie privée
Monica Mutsvangwa est l'épouse du ministre et diplomate Christopher Mutsvangwa (en), avec qui elle a quatre fils. En février 2021, des rumeurs d'adultère circulent à son sujet sur les réseaux sociaux.
Elle parle couramment français et a appris le mandarin.

## Affaire Neville Mutsvangwa
Le 8 mai 2024, son fils Neville Mutsvangwa est arrêté à son domicile de Mount Pleasant (en) à Harare pour avoir commercé en utilisant des devises étrangères et avoir vendu des appareils connectés au service Starlink interdit dans le pays,, ; il est en outre accusé de blanchiment d'argent. Monica Mutsvangwa a qualifié cette arrestation de « persécution politique » fondée sur de fausses preuves,. Cette arrestation intervient dans le cadre d'une vaste répression lancée par le gouvernement afin de garantir l'usage exclusif de l'or du Zimbabwe, monnaie introduite le mois précédent dans le pays. À la fin du moi de mai, la juge du tribunal d'Harare chargée de l'affaire, Esther Muremba, se dessaisit du dossier après avoir été convoquée à la Maison d'État (en) pour un entretien avec le président Emmerson Mnangagwa, le ministre de la Justice Ziyambi Ziyambi (en) et la ministre Monica Mutsvangwa,. Neville Mutsvangwa est finalement libéré à la fin du mois de mai en échange d'une caution de 1 000 dollars américains, après qu'une première demande de libération sous caution lui a été refusé à la mi-mai,. L'affaire a provoqué des tensions au sein du parti au pouvoir, le ZANU-PF.